# Mongolië op de Olympische Zomerspelen 1988
Mongolië nam deel aan de Olympische Zomerspelen 1988 in Seoel, Zuid-Korea. Er werd maar 1 medaille gewonnen, een bronzen medaille in het boksen.

## Medailleoverzicht
| Sport  | Olympiër        | Discipline | Medaille |
| ------ | --------------- | ---------- | -------- |
| Boksen | Nergüin Enkhbat | –60kg (m)  | Brons    |

## Deelnemers en resultaten

### Boksen
| Olympiër                   | Discipline  | Resultaat | Prestatie |
| -------------------------- | ----------- | --------- | --- |
| Ochiryn Demberel           | -48kg (m)   | 17e       | 1ste ronde: W van JPN Kuroiwa: knock-out 2de ronde: V van MAR Mjirich: 2-3 |
| Tseyen-Oidovyn Tserennyam  | -51kg (m)   | 33e       | 1ste ronde: V van KOR Kim: scheidsrechterlijke beslissing |
| Nyamaagiin Altankhuyag     | -54kg (m)   | 5e        | 1ste ronde: vrij 2de ronde: W van POL Jablonski: 3-2 3de ronde: W van IRL Lowey: 3-2 kwartfinale: V van THA Moolsan: 0-5                                                             |
| Tserendorjiin Amarjargal   | -57kg (m)   | 33e       | 1ste ronde: V van CAN Pagendam: scheidsrechterlijke beslissing |
| Nergüin Enkhbat            | -60kg (m)   | Brons     | 1ste ronde: vrij 2de ronde: W van VEN Pérez: 5-0 3de ronde: W van HUN Turu: scheidsrechterlijke beslissing kwartfinale: W van MAR Marjouane: 5-0 halve finale: V van SWE Cramne: 2-3 |
| Sodnomdarjaagiin Altansükh | -63,5kg (m) | 5e        | 1ste ronde: W van THA Suwanwichit: 3-2 2de ronde: W van UGA Odindo: scheidsrechterlijke beslissing 3de ronde: W van KEN Kamau: 5-0 kwartfinale: V van FRG Gies: 1-4                  |
| Khaidavyn Gantulga         | -67kg (m)   | 9e        | 1ste ronde: vrij 2de ronde: W van JAM Hamilton: scheidsrechterlijke beslissing 3de ronde: V van KEN Wangila                                                                          |

### Boogschieten
| Olympiër                                             | Discipline      | Resultaat | Prestatie                                                          |
| ---------------------------------------------------- | --------------- | --------- | ------------------------------------------------------------------ |
| Dorjsembee Erdenechimeg                              | individueel (v) | 46e       | open ronde: 46ste met 1193 punten                                  |
| Sambuu Oyuntsetseg                                   | individueel (v) | 44e       | open ronde: 44ste met 1202 punten                                  |
| Suvd Tuul                                            | individueel (v) | 24e       | open ronde: 24ste met 1231 punten 2de ronde: 24ste met 290 punten  |
| Dorjsembee Erdenechimeg Sambuu Oyuntsetseg Suvd Tuul | team (v)        | 12e       | open ronde: 12de met 3626 punten halve finale: 12de met 912 punten |

### Judo
| Olympiër                     | Discipline | Resultaat | Prestatie |
| ---------------------------- | ---------- | --------- | --- |
| Badrakhyn Nyamjav            | -60kg (m)  | 20e       | 1ste ronde: vrij 2de ronde: V van CHN Zhang: yuko                                                                                              |
| Jamsrangiin Dorjderem        | -65kg (m)  | 14e       | 1ste ronde: vrij 2de ronde: W van AUS Rosser: ippon 3de ronde: V van TCH Petřikov: yuko                                                        |
| Jambalyn Ganbold             | -71kg (m)  | 33e       | 1ste ronde: V van TUR Ayan: ippon |
| Rodnomyn Erkhembayar         | -78kg (m)  | 12e       | 1ste ronde: W van FIJ Kuruvoli: ippon 2de ronde: W van MEX Huttich: waza-ari 3de ronde: W van KUW Rashad: shido kwartfinale: V van GDR Bréchôt |
| Odvogiin Baljinnyam          | -86kg (m)  | 13e       | 1ste ronde: vrij 2de ronde: W van YUG Todorov: ippon 3de ronde: V van NED Spijkers: ippon                                                      |
| Badmaanyambuugiin Bat-Erdene | +95kg (m)  | 13e       | 1ste ronde: vrij 2de ronde: V van URS Verichev                                                                                                 |

### Schietsport
| Olympiër                 | Discipline              | Resultaat | Prestatie                                              |
| ------------------------ | ----------------------- | --------- | ------------------------------------------------------ |
| Adilbishiin Sangidorj    | 50m geweer liggend (m)  | 39e       | kwalificatie: 39ste met 591 punten (99-99-96-99-99-99) |
| Undralbatiin Lkhagvaa    | 50m pistool (m)         | 34e       | kwalificatie: 34ste met 546 punten (92-87-89-90-91-97) |
| Lkhagvaagiin Undralbat   | 25m snelvuurpistool (m) | 21e       | kwalificatie: 21ste met 587 punten (296-291)           |
|                          |                         |           |                                                        |
| Byambajavyn Altantsetseg | 10m luchtpistool (v)    | 27e       | kwalificatie: 27ste met 372 punten (89-93-95-95)       |

### Worstelen
| Olympiër                    | Discipline  | Resultaat   | Prestatie |
| Vrije stijl                 | Vrije stijl | Vrije stijl | Vrije stijl |
| --------------------------- | ----------- | ----------- | --- |
| Tümendembereliin Sükhbaatar | -48kg (m)   | 19e         | groep A: 10de V van FRG Heugabel: 0-4 V van IND Kumar: 1-3 |
| Tserenbaataryn Enkhbayar    | -52kg (m)   | 7e          | groep B: 4de W van IRQ Minati: 3-1 W van KEN Elimu: 4-0 V van KOR Kim: 1-3 W van IND Singh: 3-1 V van JPN Sato: 1-3 7-8ste plek: W van BUL Yordanov: 4-0                               |
| Khaltmaa Battuul            | -57kg (m)   | 7e          | groep B: 4de V van IRI Mohammadian: 0-4 W van TUN Zelfani: 4-0 W van YUG Šorov: 3-1 W van NZL Hollamby: 4-0 V van KOR Noh: 1-3 7-8ste plek: W van JPN Kanehama: 3-1                    |
| Avirmediin Enkhee           | -62kg (m)   | 6e          | groep A: 3de W van AUS Cumming: 4-0 W van TPE Huang: 4-0 W van ITA Schillaci: 3-1 W van JPN Sakae: 3-1 V van BUL Shterev: 0-3 V van USA Smith: 1-3 5-6de plek: V van FRG Helmdach: 1-3 |
| Khenmedekhiin Amaraa        | -68kg (m)   | 9e          | groep B: 5de W van AFG Shir: 4-0 W van IND Satyawan: 3-1 W van POL Kubiak: 3-1 V van FRG Leipold: 1-3 V van KOR Park: 1-3                                                              |
| Lodoyn Enkhbayar            | -74kg (m)   | 4e          | groep B: 2de W van FRA Baudet: 3-1 W van MTN Habib: 4-0 W van KOR Yoon: 3-1 W van FIN Rauhala: 3-0 V van USA Monday: 0-3 bronzen finale: V van BUL Sofiadi: 1-3                        |
| Lodoyn Enkhbayar            | -82kg (m)   | 5e          | groep A: 3de W van SEN N'Gom: 4-0 W van TPE Chi: 3,5-0,5 W van IRI Afghan: 4-0 V van TCH Lohyňa: 0-3 V van KOR Han: 1-3 5-6de plek: W van USA Schultz: 4-0                             |
| Lodoyn Enkhbayar            | -90kg (m)   | 8e          | groep B: 4de W van GUM Tucker: 4-0 W van BRA Filho: 3-1 W van BEL Bindels: 3-1 V van AUT Lins: 1-3 V van URS Khadartsev: 0-4 7-8ste plek: V van GRE Deskoulidis: 1-3                   |
| Boldyn Javkhlantögs         | -100kg (m)  | 6e          | groep A: 3de W van KOR Joe: 3-1 W van IND Singh: 3-0 W van CAN Davis: 3-1 V van URS Khabelov: 0-4 V van GDR Neupert: 0-4 5-6de plek: V van BUL Karaduchev: 0-4                         |

Afghanistan · Algerije · Amerikaanse Maagdeneilanden · Amerikaans-Samoa · Andorra · Angola · Antigua en Barbuda · Argentinië · Aruba · Australië · Bahama’s · Bahrein · Bangladesh · Barbados · België · Belize · Benin · Bermuda · Bhutan · Birma · Bolivia · Bondsrepubliek Duitsland · Botswana · Brazilië · Britse Maagdeneilanden · Brunei · Bulgarije · Burkina Faso · Canada · Centraal-Afrikaanse Republiek · Chili · China · Chinees Taipei · Colombia · Congo-Brazzaville · Cookeilanden · Costa Rica · Cyprus · Denemarken · Djibouti · Dominicaanse Republiek · Duitse Democratische Republiek · Ecuador · Egypte · El Salvador · Equatoriaal-Guinea · Fiji · Filipijnen · Finland · Frankrijk · Gabon · Gambia · Ghana · Grenada · Griekenland · Groot-Brittannië · Guam · Guatemala · Guinee · Guyana · Haïti · Honduras · Hongarije · Hongkong · Ierland · IJsland · India · Indonesië · Irak · Iran · Israël · Italië · Ivoorkust · Jamaica · Japan · Joegoslavië · Jordanië · Kaaimaneilanden · Kameroen · Kenia · Koeweit · Laos · Lesotho · Libanon · Liberia · Libië · Liechtenstein · Luxemburg · Malawi · Malediven · Maleisië · Mali · Malta · Marokko · Mauritanië · Mauritius · Mexico · Monaco · Mongolië · Mozambique · Nederland · Nederlandse Antillen · Nepal · Nieuw-Zeeland · Niger · Nigeria · Noord-Jemen · Noorwegen · Oeganda · Oman · Oostenrijk · Pakistan · Panama · Papoea-Nieuw-Guinea · Paraguay · Peru · Polen · Portugal · Puerto Rico · Qatar · Roemenië · Rwanda · Saint Vincent en de Grenadines · Salomonseilanden · Samoa · San Marino · Saoedi-Arabië · Senegal · Sierra Leone · Singapore · Soedan · Somalië · Sovjet-Unie · Spanje · Sri Lanka · Suriname · Swaziland · Syrië · Tanzania · Thailand · Togo · Tonga · Trinidad en Tobago · Tsjaad · Tsjecho-Slowakije · Tunesië · Turkije · Uruguay · Vanuatu · Venezuela · Verenigde Arabische Emiraten · Verenigde Staten · Vietnam · Zaïre · Zambia · Zimbabwe · Zuid-Jemen · Zuid-Korea · Zweden · Zwitserland